# اولدزموبیل کاتلس کالی

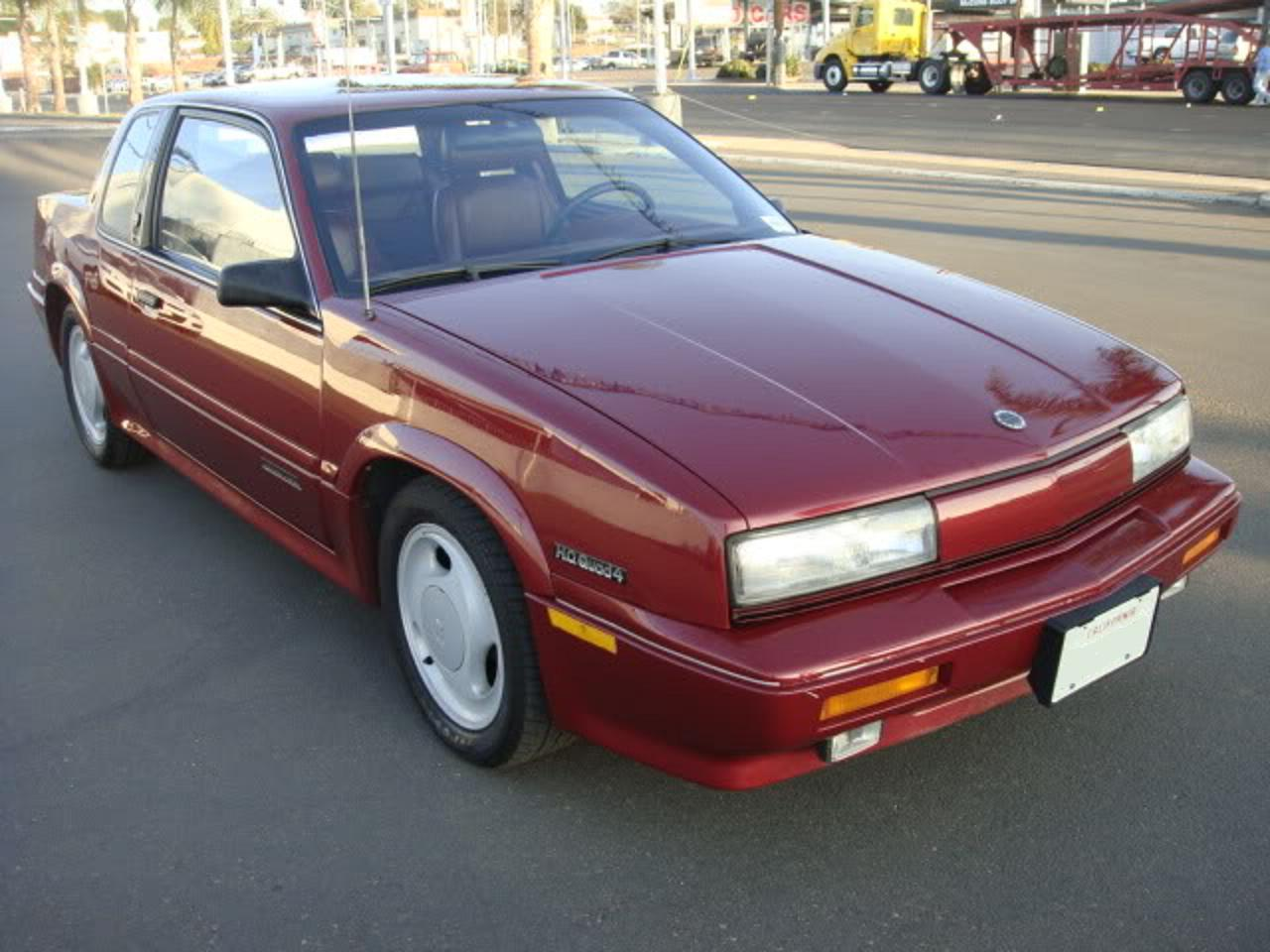

اولدزموبیل کوتلاس کالی (Oldsmobile Cutlass Calais) خودرویی است که در سال‌های ۱۹۸۵ تا ۱۹۹۱در لنسینگ تولید شده‌است. طراحی آن خودروهای موتور جلو-محور جلو بوده است. سیستم جعبه‌دندهٔ آن ۳ دنده به دو صورت خودکار و دستی است.

## نگارخانه

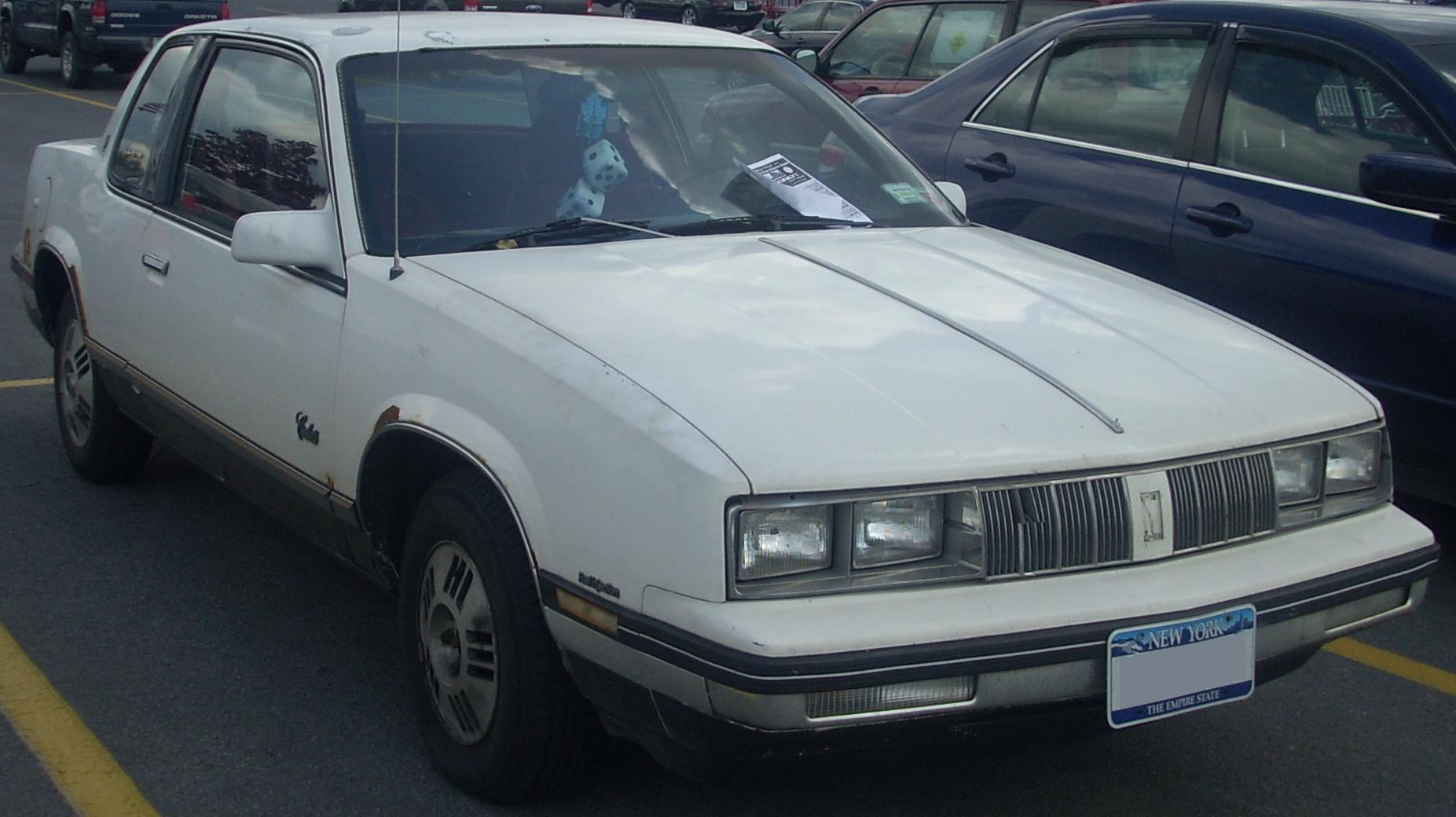
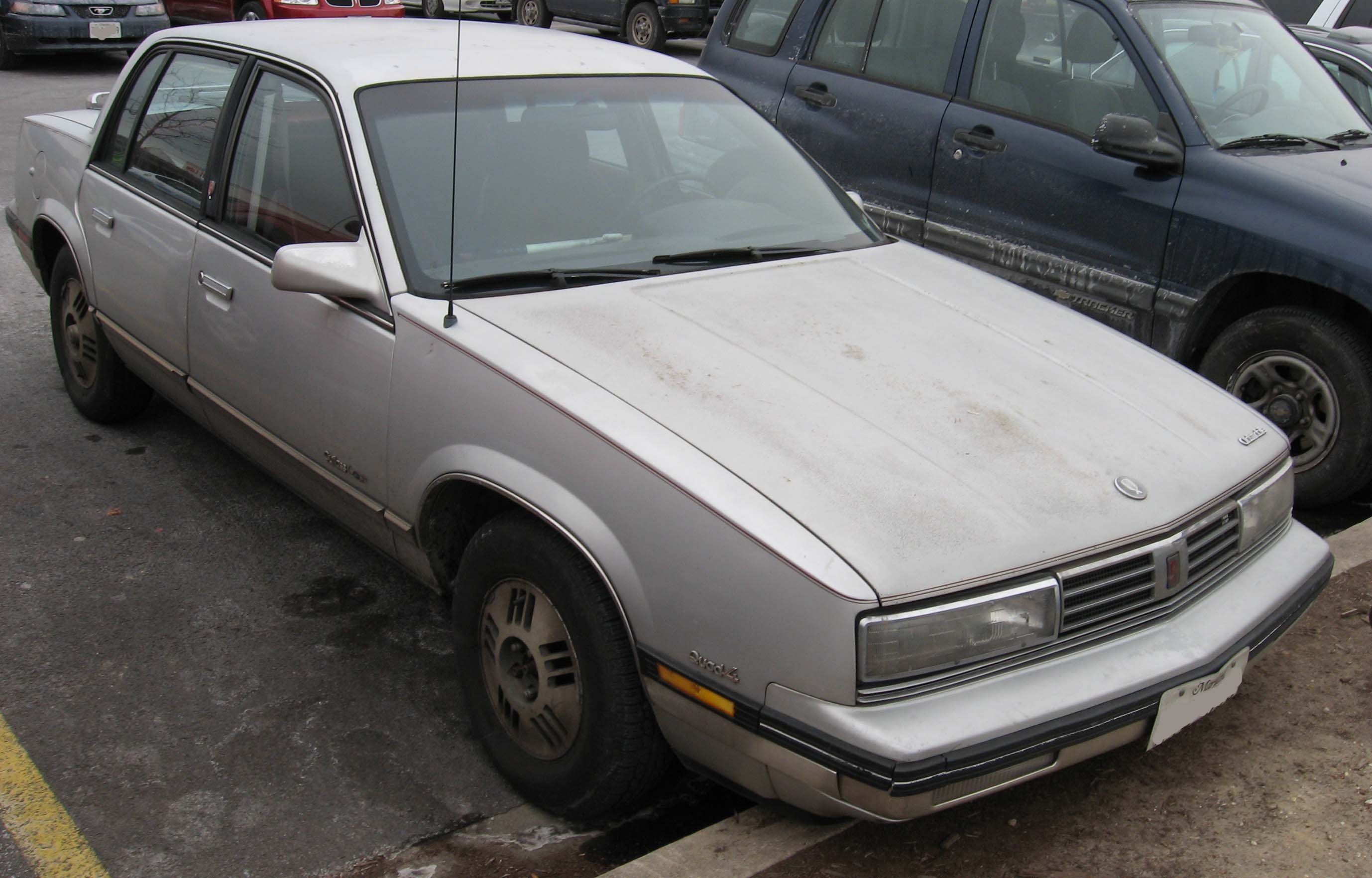